# Муратово (Луганская область)
Муратово (укр. Муратове) — село, относится к Новоайдарскому району Луганской области Украины. Сельсовету подчинено село Капитаново.
26 февраля 2022 года посёлок был взят под контроль вооружёнными силами самопровозглашённой Луганской Народной Республики.

## История
Первое упоминание о с. Муратове относится к 1770-м годам. У с. Капитанова археологами обнаружено пять поселений эпохи поздней бронзы. На одном из них произведены раскопки.
Слобода Муратово являлась центром Муратовской волости Старобельского уезда Харьковской губернии Российской империи.
Население по переписи 2001 года составляло 687 человек.

## Известные уроженцы и жители
- Житель с. Капитанова Н. А. Гетман — полный кавалер ордена Славы.

## Местный совет
93535, Луганська обл., Новоайдарський р-н, с. Муратове, вул. Октябрьська, 16  (укр.)